# Addi Akhor
Addi Akhor est un réservoir qui se trouve dans le woreda d’Inderta au Tigré en Éthiopie. Le barrage a été construit en 1998 par SAERT.

## Caractéristiques du barrage
- Hauteur: 18 mètres
- Longueur de la crête: 210 mètres
- Largeur du déversoir: 1,3 mètre

## Capacité
- Capacité d’origine : 510 777 m3
- Tranche non-vidangeable : 6 008 m3
- Superficie : 8,19 ha

En 2002, l’espérance de vie du réservoir (la durée avant qu’il ne soit rempli de sédiments) était estimée à 30 années.

## Irrigation
- Périmètre irrigué planifié: 30 ha
- Aire irriguée réellement en 2002: 20 ha

## Environnement
Le bassin versant du réservoir a une superficie de 2,75 km2. Le réservoir subit une sédimentation rapide. La lithologie du bassin est composé de calcaire d’Antalo et de dolérite de Mekelle. Une partie des eaux du réservoir est perdue par percolation; un effet secondaire et positif est que ces eaux contribuent à la recharge des aquifères.